# Ischiopsopha willemsteini
Ischiopsopha willemsteini är en skalbaggsart som beskrevs av Rigout 1995. Ischiopsopha willemsteini ingår i släktet Ischiopsopha och familjen Cetoniidae. Utöver nominatformen finns också underarten I. w. kainantuensis.